# Kembainaickenpalayam
Kembainaickenpalayam é uma panchayat (vila) no distrito de Erode, no estado indiano de Tamil Nadu.

## Demografia
Segundo o censo de 2001,  Kembainaickenpalayam  tinha uma população de 10,305 habitantes. Os indivíduos do sexo masculino constituem 51% da população e os do sexo feminino 49%. Kembainaickenpalayam tem uma taxa de literacia de 46%, inferior à média nacional de 59.5%: a literacia no sexo masculino é de 55% e no sexo feminino é de 36%. Em Kembainaickenpalayam, 9% da população está abaixo dos 6 anos de idade.